# Jon Hall

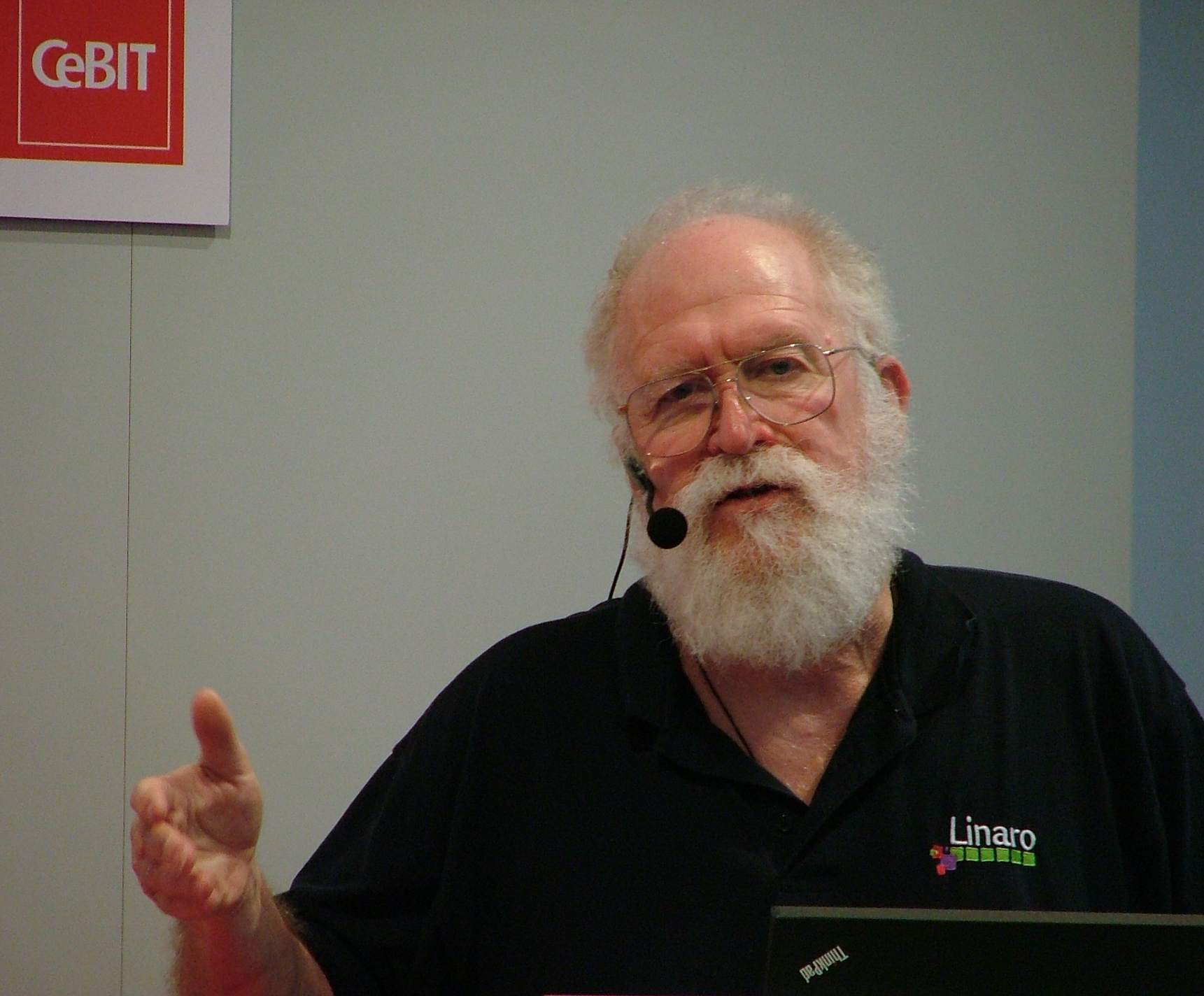
Hall a CeBIT-en 2015-ben

Jon „Veszett kutya” Hall (1950. augusztus 7.) a Linux International ügyvezető igazgatója. (A Linux International, röviden LI számítógép gyártók nonprofit szervezete, akik szeretnék segíteni és reklámozni a Linux operációs rendszert). Becenevét a tanítványaitól kapta a Hartford State Technical College-ban, ahol a számítástechnika tanszék vezetője volt. Szereti, ha a „maddog”-nak szólítják, bevallása szerint ez a név még „abból az időből származik, amikor kisebb befolyásom volt a vérmérsékletem felett.”
Négyéves korában Hall beledugta a televíziójuk antennáját egy konnektorba, ami keresztülrepítette a szobán. Felismerve a technika erejét, Hall elkezdte aköré felépíteni a karrierjét, és az életét. A Drexel Egyetemen szerzett kereskedelmi és mérnöki BSc diplomát 1973-ban, majd a Rensselaer Polytechnic Institute-ben MSc fokozatot számítástechnikából 1977-ben. A 30 éves pályafutása alatt Hall volt programozó, rendszertervező, rendszergazda, termékmenedzser, technikai-kereskedelmi igazgató, író; tanácsadó helyi, állami és nemzeti kormányzati szerveknél világszerte, valamint főiskolai oktató. Olyan vállalatok tudhatták a soraik között, mint a Western Electric Corporation, az Aetna Life and Casualty, a Bell Laboratories, a Digital Equipment Corporation (DEC), és a VA Linux Systems. Jelenleg az SGI alkalmazásában áll.
Tagja számos vállalat tanácsának, és sok nonprofit szervezetének is, ideértve a USENIX Association-t. A programozó társadalom egyik doyenje, és a szabad szoftver mozgalom vezetője.

## Fordítás
- Ez a szócikk részben vagy egészben a Jon Hall (programmer) című angol Wikipédia-szócikk fordításán alapul.  Az eredeti cikk szerkesztőit annak laptörténete sorolja fel. Ez a jelzés csupán a megfogalmazás eredetét és a szerzői jogokat jelzi, nem szolgál a cikkben szereplő információk forrásmegjelöléseként.